# Буянов, Леонид Сергеевич
Леони́д Серге́евич Буя́нов (1911—1965) — советский государственный и хозяйственный деятель в системе НКВД (затем МВД). Генерал-майор (1945)

## Биография
Чернорабочий на з-де «Знамя труда» № 2, Ленинград 09.29-11.29; чернорабочий на з-де «Красный Путиловец», Ленинград 11.29-02.30; чернорабочий в тресте «Тепло и сила», Ленинград 02.30-03.30;  оптик-механик на з-де им. ОГПУ, Ленинград 03.30-03.34, член ВКП(б) с августа 1931г.; культпропагандист парткома Ленингр. ин-та инженеров ж.-д. транспорта 01.38-04.38; зам. секретаря парткома там же 04.38-06.38; секретарь парткома там же 06.38-12.38.
В органах НКВД-МВД: на курсах ЦШ НКВД СССР 01.01.39-02.39; нач. 1 отд. и зам. нач. ГТУ НКВД СССР 16.02.39-07.10.40; зам. нач. ГУЛЖДС НКВД СССР 07.10.40-24.03.44; нарком-министр внутр. дел Коми АССР 24.03.44-21.09.46; нач. объекта (лаборатории) «В» 9 упр. МВД СССР 2 7.04.46-0 5.06.47; зам. нач. ГУЛЖДС МВД СССР 05.06.47-09.07.49; 1 зам. нач. ГУЛЖДС МВД СССР 09.07.49-15.10.51; нач. УИТЛ и строит-ва № 505 МВД-МПС,  Кяхта 18.01.51-1953 (упом. 14.11.52); нач. упр. воен.-дор. строит, работ № 150 Главспецстроя МВД СССР 28.03.55 — 18.02.56; нач. воен.-строит, упр. № 150 Главспецстроя МВД СССР 18.02.56-08.01.58; уволен 08.01.58 по болезни. Сотр. Госкомитета СССР по координации науч.-исслед. работ.
Звания: майор ГБ 09.03.39; полковник ГБ 14.02.43; комиссар ГБ 16.02.45; генерал-майор 09.07.45.

## Награды
- орден Отечественной войны I степени (21.08.1946)[1]
- три ордена Трудового Красного Знамени (30.10.1942, 27.11.1950, 22.08.1951)
- орден Красной Звезды (08.04.1944)[2]
- орден «Знак Почета» (28.11.1941)[3]
- медали
- знак «Заслуженный работник НКВД» (27.04.1940).

### Публикации Леонида Сергеевича Буянова
- Угольный разрез в Караганде // Правда. — 9 апреля 1944 года.

### О Леониде Сергеевиче Буянове
- Петров Н. В. Кто руководил органами госбезопасности, 1941—1954: Справочник. — М.: «Мемориал»; «Звенья», 2010. — С. 234. — ISBN 5-7870-0109-9.
- Куперман Яков. Пятьдесят лет, 1927—1977: Воспоминания. М., б. г. Машинопись. 54 с. Архив НИПЦ «Мемориал». Ф. 2. Оп. 1. Д. 77.